# تینا لیلاک
تینا لیلاک (فنلاندی: Tiina Lillak؛ زادهٔ ۱۵ آوریل ۱۹۶۱) پرتاب‌گر نیزه اهل فنلاند بود.
از افتخارات وی میتوان به کسب مدال نقره در بازی‌های المپیک تابستانی ۱۹۸۴ اشاره کرد.